# 天野守信
天野 守信（あまの もりのぶ、昭和13年〈1938年〉 - 平成16年〈2004年〉7月16日）は、日本の合唱指揮者。広島県廿日市町（現廿日市市）出身。崇徳高校グリークラブの創立者、初代指揮者・音楽監督を務めた。

## 経歴
広島県立国泰寺高校在学中に合唱をはじめ、同志社大学ではグリークラブに所属。当時同志社グリークラブ常任指揮者だった福永陽一郎に師事。多田武彦とも親交が生まれた。
卒業後、旧丸善石油に就職。この頃から母校国泰寺高校合唱部で合唱を教え始め、その後、山陽女子高校音楽部や九州産業大学グリークラブでも合唱指導を行う。昭和43年（1968年）に崇徳学園の英語教師として就職。すぐにグリークラブを創立し、その指導に当たる。
定期演奏会開催や全日本合唱コンクールに参加し、本選において10回の金賞受賞に導いた。委嘱活動も精力的に行い、日本男声合唱界の発展に寄与したといっても差し支えない。広島県合唱連盟の要職を歴任。また広島合唱界の旗振り役、牽引役を務めた。
崇徳学園定年後もグリークラブの指導に当たったが、平成12年（2000年）に勇退。その後は広島同志社混声合唱団や崇徳高校グリークラブOB有志で作る広島オルフェオンの常任指揮者を歴任。合唱指導者として活躍。音楽の守備範囲は広く、男声のみならず、女声、混声なども手がけた。
平成16年（2004年）7月、旅先の鳥取県の温泉にて倒れ、そのまま現地にて死去。享年65。
崇徳グリークラブ指揮者時代は、海外演奏にも精力的に出かけ、特にアメリカ、音楽の殿堂カーネギーホールでは3度の公演を成功に導き、また「第3回世界合唱シンポジュウム」ではカナダ・オルフュームシアターにて演奏。